# Йодфат
Йодфат (ивр. יודפת‎, Йотапата) — древний город в Галилее. Сегодня мошав, расположенный севернее места расположения древнего города.

## Древняя история
Во второй Книге Царств упоминается стоявший в этом месте городок Ятва, а в Талмуде Йодфат — крепость времен Иисуса Навина. Был захвачен ассирийским царем Тиглатпаласаром в 732 г. до н.э. 
Наибольшую известность поселение получило в связи с событиями Иудейской войны. Это была главная крепость — столица Иосифа Флавия, последнее укрепление, где он сдался в плен римскому полководцу Веспасиану. Несмотря на то, что город был хорошо укреплен и находился на труднодоступной скале, после нескольких недель осады Йодфат пал.

## Современная история
В 1958 году было заложено ядро поселения, состоящее из учеников доктора Йозефа Шехтера, духовного учителя хайфской школы Реали, он выступал за еврейскую духовность, порождаемой созидающей общиной. Ядро поселения, члены которого также называют «Шехтеристы», возникло на земле поселения в 1960 г. Через некоторое время большая часть общины откололась, начав практиковать различные мероприятия, включая танцы и духовный поиск в группах, согласно учению Гурджиева.
Основанное поселение было названо в честь древнего поселения времен Мишны и Талмуда, расположенного около километра к югу от него. Первое здание было Йодфат смотровая башня, вокруг неё построена стена и жилые комнаты наподобие замка.
Хотя община Йодфата не принадлежала к антропософскому образовательному течению, эта теория завладела системой образовании поселения. В 2003 году открылась «Школа Одед», учебное заведение, работающее по антропософской Вальдорфа, а в 2011 году школа переехала в свое постоянное местонахождении в Йодфате.
На территории поселка работал крупный завод по производству чулок, который закрылся после того, как компания «Дельта» купила его.
Во втором десятилетии XXI века в Йодфате живут более ста семей. В поселении есть «Лес обезьян» — зоопарк, представляющий собой огороженную территорию, где обезьяны свободно перемещаются, и можно наблюдать их естественное поведение. Есть также небольшые фирмы, оранжерея, магазины и рестораны.

## Население
По данным Центрального статистического бюро Израиля, население на начало 2020 года составляло 908 человек.